# Вортинг (Јужна Дакота)
Вортинг (енгл. Worthing) град је у америчкој савезној држави Јужна Дакота.

## Демографија
По попису из 2010. године број становника је 877, што је 292 (49,9%) становника више него 2000. године.
| Група             | 2000.       | 2010.       |
| Белци             | 577 (98,6%) | 841 (95,9%) |
| Афроамериканци    | 0 (0,0%)    | 9 (1,0%)    |
| Азијати           | 1 (0,2%)    | 3 (0,3%)    |
| Хиспаноамериканци | 3 (0,5%)    | 6 (0,7%)    |
| Укупно            | 585         | 877         |